# Gerardo Martínez Martínez
Gerardo Martínez Martínez, né le 8 décembre 1960, est un homme politique espagnol membre du Parti populaire (PP).

## Biographie

### Vie privée
Il est marié et père de deux enfants.

### Activités politiques
Il est élu maire d'Ólvega en 1995 et est député provincial de 2003 à 2015.
Le 20 novembre 2011, il est élu sénateur pour Soria au Sénat et réélu en 2015 et 2016.